# Eugène Lefèvre-Pontalis
Pour les articles homonymes, voir Lefèvre.
Pour les autres membres de la famille, voir Famille Lefèvre-Pontalis.
Eugène Lefèvre-Pontalis est un historien de l’architecture et archéologue français né le 12 février 1862 à Paris et mort le 31 octobre 1923 à Vieux-Moulin. Il est le fils d'Antonin Lefèvre-Pontalis.
Archiviste paléographe, il reste toujours proche de l'École des chartes, où il est professeur suppléant en archéologie médiévale de 1892 à 1896 puis de 1905 à 1911, quand il est enfin nommé professeur titulaire. Lefèvre-Pontalis assume également différentes responsabilités dans la Société de l'École des chartes. C'est toutefois dans les sociétés savantes qu'il effectue la partie la plus importante de sa carrière scientifique, tout d'abord en tant que bibliothécaire de la Bibliothèque des sociétés savantes en tant que jeune diplômé, publiant déjà un nombre considérable d'articles sur les églises médiévales, et ensuite  comme président de la Société des antiquaires de France pendant plusieurs périodes d'un an, et surtout comme directeur de la Société française d'archéologie à partir de 1900. C'est dans cette fonction que ses activités bénéficient d'un rayonnement national et international. Lefèvre-Pontalis fait de l'organe de la société, le Bulletin monumental, la revue scientifique la plus réputée dans le domaine de l'archéologie monumentale médiévale, et organise chaque année le Congrès archéologique de France, toujours consacré à une région différente et accompagné de la publication de guides archéologiques de plusieurs centaines de pages et des actes du congrès. L'archéologue accomplit une triple mission : transmettre sa passion pour l'architecture médiévale à de jeunes chercheurs, donner à l'étude des monuments une base scientifique solide et assurer la sauvegarde du patrimoine architectural ancien. C'est dans ce cadre qu'il siège au Comité des travaux historiques et scientifiques à partir de 1898 et dans la Commission des monuments historiques à partir de 1911. Grâce à leur grande rigueur, une approche pluridisciplinaire, une méthodologie des plus exigeantes et une fondation sur des connaissances très poussées, les travaux d'Eugène Lefèvre-Pontalis restent dans leur essence toujours d'actualité, et demeurent des références incontournables pour nombre de monuments n'ayant plus fait l'objet d'aucune étude sérieuse depuis plusieurs générations.

## Biographie

### Scolarité et études
Eugène Amédée Lefèvre-Pontalis est né à Paris le 12 février 1862 comme le cadet des deux fils du député Antonin Lefèvre-Pontalis (1830-1903), docteur en droit, membre de l'Institut et auteur de plusieurs livres sur l'économie politique et l'histoire. Il est propriétaire de l'immeuble que la famille habite rue Montalivet, dans le 8e arrondissement. Sa famille appartient au milieu bourgeois et cultive les lettres et les arts depuis plusieurs générations. Parmi les ancêtres illustres, l'on peut citer notamment architecte Jacques-Germain Soufflot (1713-1780), oncle de la grand-mère paternelle d'Eugène. L'oncle Amédée Lefèvre-Pontalis (1833-1901) est également homme politique et membre du conseil d'administration de plusieurs sociétés. Eugène effectue sa scolarité secondaire au lycée Condorcet où il bénéficie d'une solide instruction. Bon élève, il se fait surtout remarquer en lettres, où il est nommé plusieurs fois au Concours général. Sa matière préférée est l'histoire, et il commence à s'intéresser tôt à l'étude des sources, jetant ainsi les bases de sa future carrière. Eugène est ce fait bien préparé à ces études à l'École des chartes, où il entre en 1881, comme avant lui son frère aîné. Ce sont les cours en histoire médiévale de Robert Charles de Lasteyrie (1849-1912) qui le fascinent avant tout, et il se fait rapidement remarquer par son professeur. Ainsi, de Lasteyrie le fait parfois participer à son enseignement en lui confiant notamment la préparation des excursions annuelles et l'explication des monuments visités aux autres étudiants,.
Parallèlement à ses études, Lefèvre-Pontalis travaille comme surnuméraire à la bibliothèque Mazarine en 1884 pour parfaire ses connaissances pratiques. En la même année, il effectue un stage chez Alphonse Simil, architecte en chef des monuments historiques, indispensable pour comprendre les principes de construction et pour s'initier à l'architecture. Dans ce contexte, l'étudiant participe à la restauration de l'église de Taverny, qui fera curieusement le sujet de l'une de ses dernières publications. Il paraît naturel qu'Eugène Lefèvre-Pontalis choisit un sujet issu de l'archéologie pour sa thèse : « L'architecture religieuse dans l'ancien diocèse de Soissons au XIe et au XIIe siècle ». Présentée en 1885, elle sera publiée ultérieurement chez Plon en deux volumes, recompensée en 1898 par le prix Fould de l'Académie des inscriptions et belles-lettres. Pour cette étude, l'auteur a examiné sur place l'ensemble des monuments dans le périmètre de l'étude et dressé leurs plans, pour fournir ensuite des descriptions détaillées et établir des comparaisons avec des monuments similaires. La voûte d'ogives étant née dans le Soissonnais, la thèse devient en même temps l'histoire des origines de ce système révolutionnant l'architecture,,.
Une fois obtenu le diplôme d'archiviste paléographe le 28 janvier 1885, le jeune chartiste s'engage dans un périple à travers la France, traquant les plus éminents témoignages de l'architecture médiévales jusque dans le village le plus reculé, avec le bloc de dessin et l'appareil photographique toujours dans les bagages, notant scrupuleusement toutes ses observations. Il tient à percer les secrets de l'art de bâtir, raison pour laquelle les édifices non restaurés voire ruinés attirent particulièrement son intérêt d'archéologue. C'est également en 1885 que Lefèvre-Pontalis est reçu membre titulaire de la Société française d'archéologie. Pendant les années 1885-1888, il effectue une quinzaine de publications, traitant exclusivement de l'architecture religieuse comme l'écrasant majorité de ses publications à venir jusqu'à la fin de sa vie. Par contre, rien de significatif ne paraît dans la décennie de 1888 à 1898,,.

### Parcours professionnel et activités
En 1886, au retour de son grand voyage, son premier poste jusqu'en 1890 est celui de secrétaire-adjoint de la section histoire et de séances de la dite section au Congrès des Sociétés savantes, avec notamment la tâche du bibliothécaire de la Bibliothèque des sociétés savantes. En 1891, il est nommé archiviste et trésorier de la Société de l'École des chartes, et un an plus tard, il devient professeur suppléant d'archéologie médiévale, aux côtés de son maître Robert de Lasteyrie. Lefèvre-Pontalis donne un professeur dont l'« l'enseignement était original et fécond » (Maurice Prou). Il renouvelle la pédagogie par la projection de photographies de ses nombreux voyages et multiplie les excursions, mais son engagement prend toutefois fin en 1896. Ce n'est qu'en 1894 et 1897 qu'il fera paraître les deux volumes de son Architecture religieuse dans l'ancien diocèse de Soissons, ouvrage mentionné ci-dessus,,.
À côté de son activité professionnelle, Lefèvre-Pontalis adhère à une deuxième société savante d'importance nationale en 1897, la Société nationale des antiquaires de France. En 1898, il devient membre du Comité des travaux historiques et scientifiques et renoue avec ses publications dans les bulletins des différentes sociétés savantes. En 1899, 1901, 1907, 1911 et 1914, il officie comme président de séance au Congrès des Sociétés savantes se tenant annuellement à la Sorbonne. C'est sans doute grâce à ses nombreuses activités à la faveur des monuments historiques du Moyen Âge qu'il est élu directeur de la Société française d'archéologie en date du 28 août 1900. Les sociétaires ne regretteront pas d'avoir porté leur choix sur Eugène Lefèvre-Pontalis, qui prend sa nouvelle mission à cœur et ambitionne de faire de l'association une société savante dont l'œuvre resterait. Le rayonnement de cette vénérable institution repose sur deux piliers, le périodique Bulletin monumental jouissant bientôt d'une réputation mondiale sur le plan de l'archéologie des monuments historiques, et le Congrès archéologique de France organisé annuellement dans une autre ville de France. Lefèvre-Pontalis dirige donc à la fois de Bulletin monumental et prépare avec grand sérieux les congrès, dont les actes dont publiés dans un gros volume paraissant l'année suivante. Sous Lefèvre-Pontalis, sont instaurés les Guides archéologiques à l'intention des participants au congrès et insérés dans les actes,,.
Lefèvre-Pontalis reste directeur de la Société française d'archéologie et directeur de publication du Bulletin monumental jusqu'à la fin de sa vie (projetant toutefois au printemps 1923 de confier le Bulletin monumental à François Deshoulières et Marcel Aubert). Il se fixe les objectifs suivants : « étude analytique et comparative des monuments, recherche des documents d'archives pouvant éclairer cette étude, établissement des lignes directrices de la science archéologique, et de son vocabulaire, lutte contre le vandalisme, toujours aussi menaçant, et protection des monuments. Ce programme s'est trouvé réalisé » (Marcel Aubert). En 1905, l'archéologue devient de nouveau professeur suppléant de Robert de Lasteyrie, puis renforce son engagement au sein de la Société nationale des antiquaires de France : il devient son secrétaire en 1906 et est élu son président pour un an en 1907, ainsi qu'accessoirement membre du Royal Archaeological Institute et correspondant de la Société royale des antiquaires de Londres. Après s'être focalisé longtemps sur la Picardie et l'Île-de-France, il élargit l'horizon de ses études sur toute la France et publie des monographies qui ne se bornent pas à servir de simples matériaux pour l'histoire artistique, mais replacent les édifices dans leur milieu et marquent les étapes du développement de l'architecture. La photographie est pour lui un outil essentiel pour la mise en relief des multiples détails, et il ne reste pas un seul recoin dans un bâtiment visité qui ne sera pas documenté par ses soins. Son langage est toujours clair et concis, sans recherche d'effet de style, et facilement compréhensible. Ces qualités se retrouveront aussi dans les petits livres de la collection « Petites monographies des grands édifices de la France » qu'il fonde et dirige à partir de 1909 pour les éditions Henri Laurens. C'est pour lui un moyen de communiquer sa passion pour l'architecture médiévale aux autres,,.
En 1911 enfin, quand il approche de la cinquantaine, il est nommé professeur titulaire d'archéologie médiévale à l'École des chartes, poste qu'il occupera également jusqu'à la fin de sa vie. Pour sa grande joie, la Commission des monuments historiques le coopte comme membre dans la même année avec l'unanimté des suffrages. Ses publications portent de plus en plus souvent sur la critique méthodologique ou sur l'analyse d'écoles ou courants d'architecture. On aurait toutefois tort de considérer Eugène Lefèvre-Pontalis comme un scientifique ne brillant que par ses publications écrites ; au contraire, « l'on peut se demander s'il n'a pas exercé une action plus étendue et plus vivifiante par la parole que par la plume » (Maurice Prou), que ce soit au sein du Comité des travaux historiques, pendant les congrès qu'il présidait, ou en intervenant dans les discussions dans la Commission des monuments historiques pour plaider la cause d'un vieil édifice, ou indiquer la manière de laquelle il conviendrait de le restaurer. Ses conférences improvisés devant les monuments, à l'occasion des congrès ou des excursions avec ses étudiants, laissent l'assistance admirative devant cette faculté de distinguer dès le premier regard les différentes époques et campagnes de construction. Lefèvre-Pontalis est l'ami de tous ses collègues, et la communion d'idées et de sentiments entre lui et ses élèves font de lui un professeur hors pair non seulement sur le plan scientifique, mais aussi sur le plan humain. Sa générosité naturelle le pousse à se donner tout entier à ses élèves, et dès qu'il décèle que la passion se réveille chez quelqu'un parmi eux, il l'invite à le rejoindre dans son cabinet de la rue de Phalsbourg, où ses dessinateurs et collaborateurs sont à l'œuvre, pour l'inciter à mener ses propres recherches. Quand ses étudiants s'apprêtent eux-mêmes à publier leurs premiers mémoires, il n'hésite pas à se déplacer loin de Paris pour contribuer des photographies manquantes et aime faire avec ses disciples des tournées archéologiques,.
La Première Guerre mondiale signifie une interruption totale de ses publications, mais non de son engagement. Libéré des obligations militaires grâce à son âge, il fait preuve de son dévouement et de sa bonté sur un tout autre plan, passant plusieurs mois à visiter les soldats blessés dans les hôpitaux de campagne. En 1916, il est élu une nouvelle fois président de la Société nationale des antiquaires de France, et en 1917, il est désigné par la Société de l'École des chartes pour dresser la statistique des monuments détruits au cours de la guerre. C'est dans cette même année qu'il contribue à la fondation de la Société des amis de la cathédrale de Reims afin d'aider à sa restauration. La destruction de nombreuses églises anciennes de Picardie, de Lorraine et de Champagne pendant la Première Guerre mondiale constitue pour lui un drame personnel et ne relâche pas son combat pour le sauvetage du patrimoine en péril. Ceci ne l'empêche pas d'accepter, en 1919, la vice-présidence de la Société de l'École des chartes, puis, en 1921, sa présidence.

### La fin de sa vie
Eugène Lefèvre-Pontalis est brusquement emporté dans la pleine activité de sa vie, succombant à une courte maladie le 31 octobre 1923, dans sa propriété de Vieux-Moulin (Oise). De retour d'un voyage d'études en Auvergne par une chaleur accablante, il est subitement obligé de s'aliter, les soins prodigués ne pouvant malheureusement pas le soulager. Peu de jours avant, il avait encore remis à son collaborateur François Deshoulières un article sur l'église de Carennac pour le faire imprimer, destiné au Congrès archéologique de France devant se tenir l'année suivante à Clermont-Ferrand, et qu'il était en train de préparer. Le service religieux de ses obsèques est célébré le 7 novembre à Paris, dans l'église de sa paroisse, Saint-Charles-de-Monceau, en présence d'une affluence considérable. Des discours sont prononcés par Paul Léon, directeur général des Beaux-arts et président de la Commission des monuments historiques ; Maurice Prou, directeur de l'École des Chartes ; Jean-Jacques Marquet de Vasselot, président de la Société nationale des antiquaires de France ; François Deshoulières, directeur-adjoint de la Société française d'archéologie ; et Gabriel Henriot, président de la Société de l'École des chartes,,.
En 1923, Lefèvre-Pontalis travaillait sur une œuvre ayant dû connaître un grand retentissement, fruit de ses récents voyages en Allemagne, Angleterre, Italie et Espagne, et il préparait également une publication sur l'architecture romane en Espagne. En outre, il espérait pouvoir mener à bien son projet de classer les églises en écoles sur une base scientifique solide, ce qui devait permettre de simplifier considérablement les théories jusqu'alors enseignées par ses confrères et prédécesseurs,. La transformation entière de son enseignement à partir de 1916 en était le reflet, mais craignant de n'être pas encore parvenu au degré de vérité qu'il aspirait, il ne publie pas ses conclusions et ordonne même dans son testament que l'on brûle les notes de ses cours, tâche accomplie bien malgré lui par François Deshoulières. Ce dernier conserve toutefois ses propres notes, sur la base desquelles il entame une reconstitution de la nouvelle théorie des écoles romanes publiée une dizaine d'années après la disparition du maître. Sa collection de 13 600 photographies sur plaques de verre, léguée à la Société française d'archéologie, est désormais conservée à la Médiathèque de l’architecture et du patrimoine. Les courtes notices biographiques parues jusqu'à ce jour omettent généralement de mentionner que Lefèvre-Pontalis laissa derrière lui sa femme et ses enfants, auxquels seul François Deshoulières offre une pensée, sans toutefois indiquer leurs noms et les dates de leur vie.

## Famille
Domicilié au château de Boissy à Taverny (Seine-et-Oise), il épouse le 21 novembre 1891 Jeanne Giraudeau (1871-1945). De cette union sont issues trois filles : Claire (1894-1966, qui épouse en 1914 Jean de Willecot de Rincquesen, inspecteur général des finances), Germaine (1897-1983, qui épouse Georges Surleau-Goguel, conseiller référendaire à la cour des comptes, puis Hubert d'Hostel) et Geneviève (1903-1980, épouse de Jean Piccioni puis André Noblemaire, directeur de la Compagnie internationale des wagons-lits, puis Lucien Charles Benjamin Albert Vautier, ingénieur, maire-adjoint du 16e arrondissement de Paris). Il demeure au 5 rue de Téhéran (Paris VIIIe) au tournant du siècle.

## Appréciations
Tous ceux qui ont côtoyé Eugène Lefèvre-Pontalis ou collaboré avec lui gardent le souvenir d'un homme généreux et modeste, plein de bonté, ne cherchant pas les honneurs, mais dévoué à sa mission d'enseignant, de dirigeant de sociétés savantes et à la préservation des monuments historiques. Ayant le contact facile et cultivant un langage clair, il sait aisément communiquer sa passion et gagne un grand nombre de personnes pour sa cause, assurant ainsi que son œuvre se perpétue. Paul Léon lui rend cet hommage très personnel, encore sous le choc de la brusque disparition de l'éminent archéologue :

« Il nous apportait le concours d'une autorité incontestée. Son infaillible mémoire reflétait la vivante image de la France monumentale. Ayant tout lu, quoique nullement livresque, il aspirait à tout voir : pas une de nos vieilles pierres dont il ne connut le nom… C'est vers lui que s'élevaient, du fond de toutes nos provinces, la plainte des églises martyres. Dans notre pays gouverné par la centralisation, où les affaires de tout ordre viennent aboutir à Paris, il était le porte-parole de ceux dont la voix lointaine ne pouvait être entendue. À lui seul il valait tout un service public ; toute chose était à sa place en cet esprit universel ; le nombre infini des détails ne voilait pas les vues d'ensemble et les arbres laissaient voir la majestueuse forêt. »

François Deshoulières, collaborateur et codirecteur du Bulletin monumental avec Marcel Aubert à partir de 1923, estime que la thèse de Lefèvre-Pontalis sur l'architecture religieuse de l'ancien diocèse de Soissons vaut à elle seule toute une carrière. Dans sa thèse justement, Lefèvre-Pontalis parvient à la conclusion que la voûte sur ogives paraît pour la première fois en 1110. Contredit par son confrère Anthyme Saint-Paul qui situe cette innovation dans la période comprise entre 1115 et 1135, un différend scientifique naît entre les deux hommes, jusqu'au jour où Lefèvre-Pontalis se décide d'aller voir son opposant pour lui déclarer que ses arguments soient concluants, lui promettant de lui donner publiquement raison. Cet épisode est éloquent sur le caractère du directeur de la Société française d'archéologie. Ce n'est pas pour autant qu'il fuit les controverses, en remettant en question un certain nombre d'idées reçues, comme sur l'école gothique du Périgord, les écoles romanes ou le style de la transition du roman vers le gothique dont il démentit l'existence. Mais il critique également l'emploi lui paraissant abusif de certaines expressions, comme les fenêtres ogivales (le terme d'ogive n'étant employé du temps de la construction des cathédrales que pour les voûtes) ou les moulures prismatiques, qui, du fait de leur création, ne constituent pas des moulures à proprement parler. Lefèvre-Pontalis se lance ici dans des doctrines bien personnelles allant à l'encontre de l'usage général de son temps, ce qui ne limite pas son mérite dans la clarification du langage architectural, prêchant que chaque expression doit trouver un emploi précis et ne saura être remplacée par un terme différent.
En dépit d'un impact considérable sur la recherche historique dans le domaine de l'architecture médiévale, son œuvre novateur à l'époque est souvent méconnu, comme le constate l'historien François Blary, et en effet, aucun de ses ouvrages n'a été officiellement réédité. Pourtant, d'après Blary,

« Eugène Lefèvre-Pontalis mérite réellement le qualificatif de pionnier. Il constitue un des principaux précurseurs du développement de la recherche en histoire de l’art médiéval et de l'archéologie monumentale ou du bâti comme on l’appelle à présent. [...] Il est, avant tout, un brillant historien de l'architecture, sachant parfaitement mettre à profit ses compétences archivistiques et paléographiques au service de l’enquête monumentale. Si l'on doit recourir à la fouille archéologique pour la connaissance intrinsèque de l'édifice, Lefèvre-Pontalis se comporte en archéologue et en topographe. Dans sa démarche, aucune limite de sources ne vient gêner ou bloquer l’enquête. Entre tradition érudite et modernité méthodologique — avec l'emploi systématique de la photographie comme témoignage et élément pédagogique —, ce grand chercheur de la fin du XIXe et du début du XXe siècle a su mettre la connaissance scientifique au service de la protection du patrimoine. »

Pour la conservation du patrimoine bâti, son credo est, comme le soulignent tous ceux qui ont analysé son œuvre, de préserver les monuments dans leur intégrité, et il a l'horreur des restaurations telles que pratiquées jusque loin dans le XXe siècle, reconstituant des éléments perdus tout en sacrifiant de la substance ancienne.
Après la mort d'Eugène Lefèvre-Pontalis, la Société française d'archéologie lance une souscription pour faire graver une médaille à l'effigie du défunt. Elle est exécutée par le graveur en médailles Vernier. Le produit de la vente des exemplaires de la médaille et des publications encore en stock sont utilisées pour fonder une médaille de vermeil, distribuée chaque année sous le nom de prix Eugène Lefèvre-Pontalis.

## Œuvres

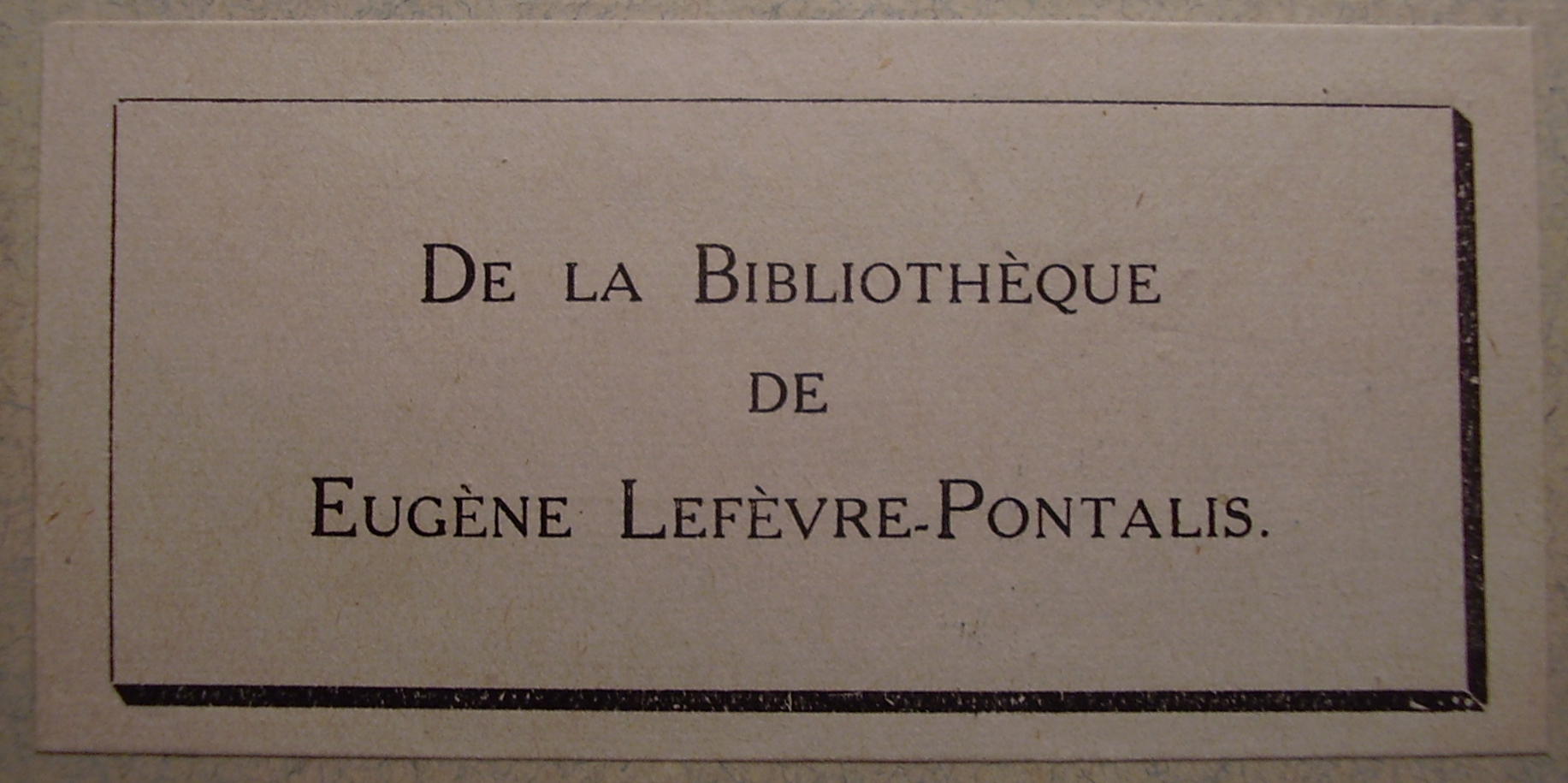
Ex-libris d'Eugène Lefèvre-Pontalis.

Cette liste chronologique n'est pas exhaustive. Elle ne contient pas, sauf exception, les notices brèves parues dans la rubrique Mélanges du Bulletin Monumental, ni les recensions de publications d'autres auteurs, ni les discours prononcés.

### Monographies sur des monuments historiques
Voir également la section Guides archéologiques pour des articles plus courts sur d'autres monuments.
- Eugène Lefèvre-Pontalis, « Etude archéologique sur l'église de Glennes », Bulletin de la société archéologique, historique et scientifique de Soissons, Soissons, Société archéologique, historique et scientifique de Soissons, 2e série, vol. 15,‎ 1884, p. 95-122 (ISSN 1153-2475, lire en ligne)
- Eugène Lefèvre-Pontalis, Étude historique et archéologique sur l'église de Paray-le-Monial, Autun, Imprimerie Dejussieu père et fils, 1886, 34 p. (lire en ligne)
- Eugène Lefèvre-Pontalis, « Notice archéologique sur l'église de Noël-Saint-Martin », Comité archéologique de Senlis, Comptes-rendus et mémoires, année 1885, Senlis, Imprimerie de Eugène Dufresne, 2e série, vol. X,‎ 1886, p. 59-69 (ISSN 1162-8820, lire en ligne)
- Eugène Lefèvre-Pontalis, Monographie de l'église de Villers-Saint-Paul, Beauvais, Imprimerie D. Père, 1886, 22 p. (lire en ligne)

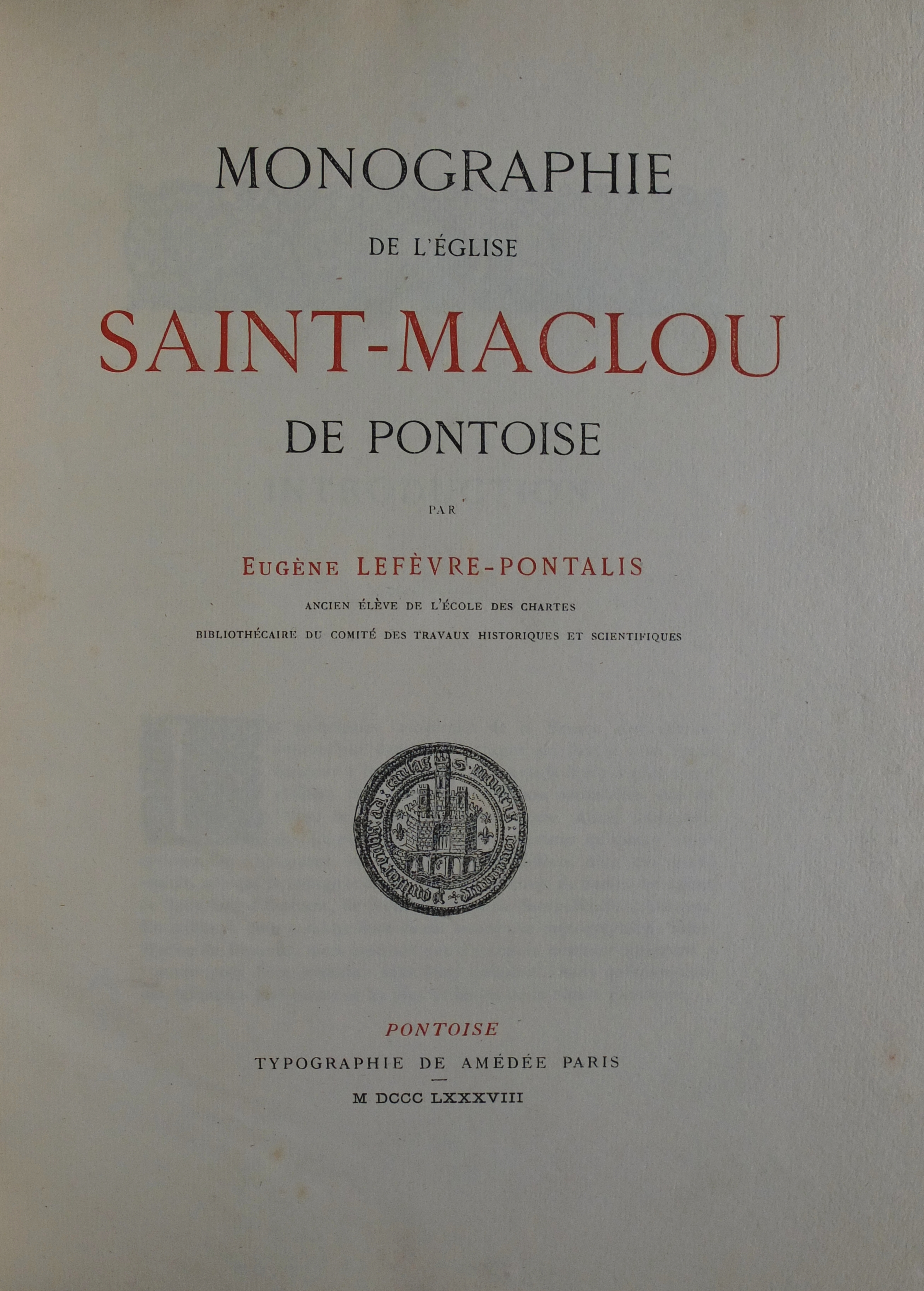
Monographie de l'église Saint-Maclou de Pontoise publié en 1888.

- Eugène Lefèvre-Pontalis, « Notice archéologique sur l'église de Santeuil », Mémoires de la Société historique et archéologique de l'arrondissement de Pontoise et du Vexin, Pontoise, Imprimerie Lucien Pâris, vol. 10,‎ 1886, p. 85-92 (ISSN 1148-8107, lire en ligne)
- Eugène Lefèvre-Pontalis, « Notice archéologique sur l'église Saint-Gervais de Pontpoint », Comité Archéologique de Senlis, Comptes-rendus et mémoires, année 1886, Senlis, Imprimerie Eugène Dufresne, 3e série, vol. 1,‎ 1887, p. 111-122 (ISSN 1162-8820, lire en ligne)
- Eugène Lefèvre-Pontalis, Monographies des églises de Juziers, Meulan et Triel, Versailles, Cerf et fils, imprimeurs de la Préfecture, 1886, 46 p. (lire en ligne)

- Eugène Lefèvre-Pontalis, « Monographie de l'église de Gonesse », Mémoires de la Société historique et archéologique de l'arrondissement de Pontoise et du Vexin, Pontoise, Imprimerie Lucien Pâris, vol. 11,‎ 1888, p. 55-64 (ISSN 1148-8107, lire en ligne)
- Eugène Lefèvre-Pontalis, Monographie de l'église Saint-Maclou de Pontoise, Pontoise, A. Pâris, 1888, 226 p. (lire en ligne)
- Eugène Lefèvre-Pontalis, L'Architecture religieuse dans l'ancien diocèse de Soissons au XIe et au XIIe siècle (2 volumes), Paris, E. Plon, Nourrit et Cie, 1894, 1897, 468 p.
- Eugène Lefèvre-Pontalis, « L'Abbaye de Noirlac », Congrès archéologique de France, LXVe session : séances générales tenues à Bourges en 1898, Paris / Caen, A. Picard / H. Delesques, vol. 65,‎ 1900, p. 223-235 (ISSN 0069-8881, lire en ligne)
- Eugène Lefèvre-Pontalis, « L'Église de Chars (Seine-et-Oise) », Bulletin monumental, Paris / Caen, A. Picard / Henri Delesques, vol. 65,‎ 1901, p. 7-29 (ISSN 0007-473X, lire en ligne)
- Eugène Lefèvre-Pontalis, « Histoire de la cathédrale de Noyon », Comité archéologique et historique de Noyon - Comptes-rendus et mémoires lus aux séances, Noyon, Imprimerie H. Copillet, vol. 17,‎ 1901, p. 3-138 (ISSN 1158-3487, lire en ligne)
- Eugène Lefèvre-Pontalis, « L'Église de Fresnay-sur-Sarthe », Revue Historique et Archéologique du Maine, Mamers / Le Mans, G. Fleury & A. Dangin / A. de Saint-Denis, vol. 51,‎ 1901, p. 121-131 (ISSN 1158-3371, lire en ligne)
- Eugène Lefèvre-Pontalis, L'église abbatiale de Chaalis (Oise), Caen, Henri Delesques Imprimeur-éditeur, 1903, 43 p. (lire en ligne)
- Eugène Lefèvre-Pontalis, « L’Église de Jazeneuil », Congrès archéologique de France, LXXe session : séances générales tenues à Poitiers en 1903, Paris / Caen, A. Picard / H. Delesques, vol. 70,‎ 1903, p. 322-329 (ISSN 0069-8881, lire en ligne)
- Eugène Lefèvre-Pontalis, « L'Église abbatiale d'Évron (Mayenne) », Revue historique et archéologique du Maine, Mamers / Le Mans, H. Delesques,‎ 1903, p. 5-63 (lire en ligne)
- Eugène Lefèvre-Pontalis, « Saint-Hilaire de Poitiers : Étude archéologique », Congrès archéologique de France, LXXe session : séances générales tenues à Poitiers en 1903, Paris/Caen, A. Picard / H. Delesques, vol. 70,‎ 1903, p. 361-405 (ISSN 0069-8881, lire en ligne)
- Eugène Lefèvre-Pontalis, « Saint-Évremond de Creil : Notice nécrologique », Bulletin monumental, Paris / Caen, A. Picard / Henri Delesques, vol. 68,‎ 1904, p. 160-182 (lire en ligne)
- Eugène Lefèvre-Pontalis, « La Cathédrale romane d'Orléans », Bulletin monumental, Paris / Caen, A. Picard / H. Delesques, vol. 69,‎ 1904, p. 309-372 (ISSN 0007-473X, lire en ligne)
- Eugène Lefèvre-Pontalis, « Le Château de Lassay (Mayenne) », Bulletin monumental, Paris / Caen, A. Picard / H. Delesques, vol. 69,‎ 1904, p. 3-40 (ISSN 0007-473X, lire en ligne)
- Eugène Lefèvre-Pontalis, « L'Église de Châtel-Montagne (Allier) », Bulletin monumental, Paris / Caen, A. Picard / H. Delesques, vol. 69,‎ 1904, p. 505-517 (ISSN 0007-473X, lire en ligne)
- Eugène Lefèvre-Pontalis, « Église de Bury », Congrès archéologique de France : séances générales tenues en 1905 à Beauvais, Paris / Caen, A. Picard / H. Delesques,‎ 1906, p. 38-42 (lire en ligne)
- Eugène Lefèvre-Pontalis, « L'abbaye du Moncel : Étude archéologique », Bulletin monumental, Paris / Caen, A. Picard / H. Delesques, vol. 71,‎ 1907, p. 411-430 (lire en ligne), soit 42 p. avec les planches
- Eugène Lefèvre-Pontalis, « L'Église de Cormeilles-en-Vexin (Seine-et-Oise) », Bulletin monumental, Paris / Caen, A. Picard / Henri Delesques, vol. 75,‎ 1911, p. 265-279 (ISSN 0007-473X, lire en ligne)
- Eugène Lefèvre-Pontalis, « L'Église de Villeneuve-sur-Yonne », Congrès archéologique de France, LXXIVe session : séances générales tenues à Avallon en 1907, Paris/Caen, A. Picard / H. Delesques, vol. 74,‎ 1908, p. 654-674 (ISSN 0069-8881, lire en ligne)
- Eugène Lefèvre-Pontalis, À travers le Beauvaisis et le Valois, Caen, H. Delesques, 1907, 103 p.
- Eugène Lefèvre-Pontalis, « Les architectes et la construction des cathédrales de Chartres », Mémoires de la Société nationale des antiquaires de France, Nogent-le-Rotrou, Impr. de Daupeley-Gouverneur, vol. 64,‎ 1908, p. 69-136 (ISSN 0373-7314, lire en ligne)
- Eugène Lefèvre-Pontalis, « L'Église Notre-Dame du Thor (Vaucluse) », Congrès archéologique de France, LXXVIe session tenue à Avallon en 1909, Paris/Caen, A. Picard / H. Delesques, vol. 76,‎ 1910, p. 275-298 (ISSN 0069-8881, lire en ligne)
- Eugène Lefèvre-Pontalis, « Le Donjon quadrilobé d’Ambleny », Bulletin monumental, Paris / Caen, A. Picard / H. Delesques, vol. 74,‎ 1910, p. 69-74 (ISSN 0007-473X, lire en ligne)
- Eugène Lefèvre-Pontalis, « L'Église de Cerny-en-Laonnois », Bulletin monumental, Paris / Caen, A. Picard / H. Delesques, vol. 74,‎ 1910, p. 446-455 (ISSN 0007-473X, lire en ligne)
- Eugène Lefèvre-Pontalis, L'Église de la Celle-Bruère (Cher), Caen, H. Delesques, 1910, 15 p.
- Eugène Lefèvre-Pontalis, La Cathédrale de Coutances, Caen, H. Delesques, 1910, 33 p.
- Eugène Lefèvre-Pontalis et Lucien Lécureux, Les Influences poitevines en Bretagne et l'église de Pont-Croix, Caen, H. Delesques, 1910, 16 p.
- Eugène Lefèvre-Pontalis, « L'Église abbatiale de Sablonceaux (Charente-Inferieure) », Congrès archéologique de France, LXXIXe session tenue à Angoulême en 1912, Paris/Caen, A. Picard / H. Delesques, vol. 79-II,‎ 1913, p. 287-303 (ISSN 0069-8881, lire en ligne)
- Eugène Lefèvre-Pontalis, « L'Église de Chaudardes (Aisne) », Congrès archéologique de France, LXXVIIIe session tenue à Reims en 1911, Paris/Caen, H. Champion / H. Delesques, vol. 78-II,‎ 1887, p. 324-336 (ISSN 0069-8881, lire en ligne)
- Eugène Lefèvre-Pontalis, « L'église romane de Civaux (Vienne) et son abside carolingienne », Bulletin monumental, Paris / Caen, A. Picard / H. Delesques, vol. 77,‎ 1913, p. 379-386 (ISSN 0007-473X, lire en ligne)
- Eugène Lefèvre-Pontalis, « L'église de Creil », Bulletin monumental, Paris / Rouen, A. Picard / Levé,‎ 1920, p. 165-182 (lire en ligne)
- Eugène Lefèvre-Pontalis, L'Église de Taverny, Société générale d'imprimerie et d'édition, 1922, 20 p.

### Études sur la datation des monuments
- Eugène Lefèvre-Pontalis, « Étude sur la date de l'église de Saint-Germer », Bulletin monumental, Paris / Caen, H. Champion / H. Delesques, vol. 52,‎ 1886, p. 23-27 (ISSN 0007-473X, lire en ligne)
- Eugène Lefèvre-Pontalis, Nouvelle étude sur la date de l'église de Saint-Germer : réponse à M. de Dion, Caen, H. Delesques, 1886, 18 p. (lire en ligne)
- Eugène Lefèvre-Pontalis, « Étude sur la date de la crypte de Saint-Médard de Soissons », Congrès archéologique de France, LIVe session : séances générales tenues à Soissons et à Laon en 1887, Paris/Caen, H. Champion / H. Delesques, vol. 54,‎ 1887, p. 303-324 (ISSN 0069-8881, lire en ligne)
- Eugène Lefèvre-Pontalis, « Les Dates de la cathédrale du Puy », Congrès archéologique de France, LXXIe session : séances générales tenues au Puy en 1904, Paris/Caen, A. Picard / H. Delesques, vol. 71,‎ 1905, p. 158-162 (ISSN 0069-8881, lire en ligne)
- Eugène Lefèvre-Pontalis, « Les Dates de Saint-Julien de Brioude », Congrès archéologique de France, LXXIe session : séances générales tenues au Puy en 1904, Paris/Caen, A. Picard / H. Delesques, vol. 71,‎ 1905, p. 542-555 (ISSN 0069-8881, lire en ligne)

### Études d'aspects détaillés des monuments
- Eugène Lefèvre-Pontalis, « Fonts baptismaux d'Urcel et de Laffaux (Aisne) », Bulletin monumental, Paris, H. Champion, vol. 51,‎ 1885, p. 597-600 (ISSN 0007-473X, lire en ligne)
- Eugène Lefèvre-Pontalis, Étude sur le chœur de l'église de Saint-Martin-des-Champs à Paris, Paris, 1886, 14 p. (lire en ligne)
- Eugène Lefèvre-Pontalis, « Les Façades successives de la cathédrale de Chartres aux XIe et XIIe siècles », Congrès archéologique de France, LXVIIe session : séances générales tenues à Chartres en 1900, Paris/Caen, H. Champion / H. Delesques, vol. 54,‎ 1901, p. 256-307 (ISSN 0069-8881, lire en ligne)
- Eugène Lefèvre-Pontalis, « Les fondations des façades de la cathédral de Chartres », Bulletin monumental, Paris / Caen, A. Picard / H. Delesques, vol. 65,‎ 1901, p. 263-283 (ISSN 0007-473X, lire en ligne)
- Eugène Lefèvre-Pontalis, « Les Puits des Saints-Forts et les cryptes de la cathédrale de Chartres », Bulletin monumental, Paris / Caen, A. Picard / H. Delesques, vol. 67,‎ 1903, p. 381-402 (ISSN 0007-473X, lire en ligne)
- Eugène Lefèvre-Pontalis, « Le Déambulatoire champenois de Saint-Martin d’Etampes », Bulletin monumental, Paris / Caen, A. Picard / H. Delesques, vol. 69,‎ 1904, p. 239-252 (ISSN 0007-473X, lire en ligne)
- Eugène Lefèvre-Pontalis, « Saint-Paul de Narbonne : Étude archéologique », Congrès archéologique de France, LXXIIIe session : séances générales tenues à Carcassonne et Perpignan en 1906, Paris / Caen, A. Picard / H. Delesques, vol. 73,‎ 1907, p. 345-367 (lire en ligne)
- Eugène Lefèvre-Pontalis, « Discussion sur les voûtes du chevet de Morienval », Bulletin monumental, Paris / Caen, A. Picard / H. Delesques, vol. 71,‎ 1907, p. 160-170 et 335-360 (ISSN 0007-473X, lire en ligne)
- Eugène Lefèvre-Pontalis, « Le Caveau central de la crypte Saint-Denis », Bulletin monumental, Paris / Caen, A. Picard / H. Delesques, vol. 71,‎ 1907, p. 554-562 (ISSN 0007-473X, lire en ligne)
- Eugène Lefèvre-Pontalis, « Le Plan primitif de l'église de Morienval », Bulletin monumental, Paris / Caen, A. Picard / H. Delesques, vol. 72,‎ 1908, p. 477-480 (ISSN 0007-473X, lire en ligne)
- Eugène Lefèvre-Pontalis, « Les Voûtes d'ogives de Morienval », Bulletin monumental, Paris / Caen, A. Picard / H. Delesques, vol. 72,‎ 1908, p. 493-497 (ISSN 0007-473X, lire en ligne)
- Eugène Lefèvre-Pontalis, « Les Campagnes de construction de Notre-Dame d'Etampes », Bulletin monumental, Paris / Caen, A. Picard / H. Delesques, vol. 73,‎ 1909, p. 5-31 (ISSN 0007-473X, lire en ligne)
- Eugène Lefèvre-Pontalis, « Étude historique et archéologique sur l’église de Saint-Germain-des-Prés », Congrès archéologique de France, LXXXIIe session tenue à Paris en 1919, Paris/Caen, A. Picard / Levé, vol. 82,‎ 1908, p. 301-366 (ISSN 0069-8881, lire en ligne)

### Études générales sur l'architecture et études collectives de plusieurs monuments
- Eugène Lefèvre-Pontalis, « Les Églises du tour de Laon », Congrès archéologique de France, LIVe session : séances générales tenues à Soissons et à Laon en 1887, Paris/Caen, H. Champion / H. Delesques, vol. 54,‎ 1887, p. 82-85 (ISSN 0069-8881, lire en ligne)
- Eugène Lefèvre-Pontalis, L'architecture religieuse dans l'ancien diocèse de Soissons aux XIe et XIIe siècles, t. 1, Paris, Typographie de E. Plon, 1894, 164 p. (lire en ligne), compte-rendu par René Merlet, « Eugène Lefèvre-Pontalis, L'Architecture religieuse dans l'ancien diocèse de Soissons au XIe et au XIIs siècle, tome I », Bibliothèque de l'École des chartes, t. 57,‎ 1896, p. 573-582 (lire en ligne), t. 2, 1896, 108 p. & 30 planches (lire en ligne), compte-rendu par Louis Demaison, « Eugène Lefèvre-Pontalis, L'architecture religieuse dans l'ancien diocèse de Soissons au XIe et au XIIe siècle, tome II », Bibliothèque de l'École des chartes, t. 59,‎ 1898, p. 778-786 (lire en ligne)
- Eugène Lefèvre-Pontalis, « L'Architecture gothique dans la Champagne méridionale au XIIIe et au XIVe siècle », Congrès archéologique de France, LXIXe session : séances générales tenues à Troyes et Provins en 1902, Paris/Caen, A. Picard / H. Delesques, vol. 69,‎ 1903, p. 273-350 (ISSN 0069-8881, lire en ligne)
- Eugène Lefèvre-Pontalis, « Les Écoles romanes », Congrès archéologique de France, LXXIe session : séances générales tenues au Puy en 1904, Paris/Caen, A. Picard / H. Delesques, vol. 70,‎ 1905, p. 149-152 (ISSN 0069-8881, lire en ligne)
- Eugène Lefèvre-Pontalis, « Les Clochers du XIIIe et du XVIe siècle dans le Beauvaisis et le Valois », Congrès archéologique de France : séances générales tenues en 1905 à Beauvais, Paris / Caen, A. Picard / H. Delesques,‎ 1906, p. 592-622 (lire en ligne)
- Eugène Lefèvre-Pontalis, « Les Influences normandes au XIe et au XIIe siècle dans le Nord de la France », Bulletin monumental, Paris / Caen, A. Picard / H. Delesques, vol. 70,‎ 1906, p. 3-37 (ISSN 0007-473X, lire en ligne)
- Eugène Lefèvre-Pontalis, « Les Origines de l'Art gothique », Mémoires de la Société académique de l'Oise, Beauvais, Imprimerie départementale de l'Oise, vol. 20-I,‎ 1907, p. 51-56 (ISSN 1280-5343, lire en ligne)
- Eugène Lefèvre-Pontalis, « Les Origines des gâbles », Bulletin monumental, Paris / Caen, A. Picard / H. Delesques, vol. 71,‎ 1907, p. 92-112 (ISSN 0007-473X, lire en ligne)
- Eugène Lefèvre-Pontalis, « Les Caractères distinctifs des écoles gothiques de la Champagne et de la Bourgogne », Congrès archéologique de France, LXXIVe session : séances générales tenues à Avallon en 1907, Paris/Caen, A. Picard / H. Delesques, vol. 70,‎ 1908, p. 546-558 (ISSN 0069-8881, lire en ligne)
- Eugène Lefèvre-Pontalis, « Les Clochers du Calvados », Congrès archéologique de France, LXXIVe session : séances générales tenues à Avallon en 1908, Paris/Caen, A. Picard / H. Delesques, vol. 75,‎ 1909, p. 652-648 (ISSN 0069-8881, lire en ligne)
- Eugène Lefèvre-Pontalis, « Étude sur les ogives toriques à filet saillant », Bulletin monumental, Paris / Caen, A. Picard / H. Delesques, vol. 73,‎ 1909, p. 295-310 (ISSN 0007-473X, lire en ligne)
- Eugène Lefèvre-Pontalis, « Liste des monuments religieux à plan tréflé ou quadrilobé », Bulletin monumental, Paris / Caen, A. Picard / H. Delesques, vol. 73,‎ 1909, p. 460-463 (ISSN 0007-473X, lire en ligne)
- Eugène Lefèvre-Pontalis, « Les Niches d'autel du XIIe siècle dans le Soissonnais », Congrès archéologique de France, LXXVIIIe session tenue à Reims en 1911, Paris/Caen, H. Champion / H. Delesques, vol. 78-II,‎ 1887, p. 138-145 (ISSN 0069-8881, lire en ligne)
- Eugène Lefèvre-Pontalis, « Les plans des églises romanes bénédictines », Bulletin monumental, Paris / Caen, vol. 76,‎ 1912, p. 439-485 (ISSN 0007-473X, lire en ligne)
- Eugène Lefèvre-Pontalis, « L'Origine des arcs-boutants », Congrès archéologique de France, LXXXIIe session tenue à Paris en 1919, Paris/Caen, A. Picard / Levé, vol. 82,‎ 1908, p. 367-396 (ISSN 0069-8881, lire en ligne)
- Eugène Lefèvre-Pontalis, « Les Voûtes en berceau et d'arêtes sans doubleaux », Bulletin monumental, Paris / Caen, A. Picard / H. Delesques, vol. 80,‎ 1921, p. 71-85 (ISSN 0007-473X, lire en ligne)
- Eugène Lefèvre-Pontalis, « L’Origine des tailloirs ronds et octogones au XIIe siècle », Bulletin monumental, Paris / Caen, A. Picard / H. Delesques, vol. 81,‎ 1922, p. 198-210 (ISSN 0007-473X, lire en ligne)
- Eugène Lefèvre-Pontalis, « Les Nefs sans fenêtres dans les églises romanes et gothiques », Bulletin monumental, Paris / Caen, A. Picard / H. Delesques, vol. 81,‎ 1922, p. 257-309 (ISSN 0007-473X, lire en ligne)

### Guides archéologiques
Les guides archéologiques sont éditées à l'intention des participants aux Congrès archéologiques de France et présentent les monuments religieux et civils de la ville accueillant le congrès et de sa région.
- Eugène Lefèvre-Pontalis, Louis Le Clert et Edmond Ditsch, « Guide archéologique du congrès de Troyes et de Provins en 1902 », Congrès archéologique de France, LXIXe session : séances générales tenues à Troyes et à Provins en 1902, Paris / Caen, A. Picard / H. Delesques, vol. 69,‎ 1903, p. 1-91 (ISSN 0069-8881, lire en ligne)Ouvrage collectif, les différents articles n'étant pas signés. Sujets : Troyes (p. 1-38), Brienne-le-Château, Ceffonds, Montiérender, Villemaur, Villeneuve-l’Archevêque, Noes, Saint-André, Saint-Germain, Bouilly, Saint-Léger, Pont-Sainte-Marie, Sainte-Maure, La Chapelle-Saint-Luc, Villemauxe, Montaiguillon, Voulton, Provins (p. 64-82), Saint-Loup-de-Naud, Donnemarie, Rampillon
- Eugène Lefèvre-Pontalis, « Guide archéologique du congrès de Beauvais en 1905 », Congrès archéologique de France, LXXIIe session : séances générales tenues à Beauvais en 1905, Paris / Caen, A. Picard / H. Delesques, vol. 72,‎ 1905, p. 33-191 (ISSN 0069-8881, lire en ligne)Ouvrage collectif. Les chapitres suivants sont rédigés par E. Lefèvre-Pontalis : Marissel, Allonne, Bury, Cambronne, Clermont, Senlis (p. 89-111), Nogent-sur-Oise, Villers-Saint-Paul, Montataire, Saint-Leu-d’Esserent, Vez, Lieu-Restauré, Fresnoy-la-Rivière, Morienval, Ourscamp, Noyon (p. 170-190)
- Eugène Lefèvre-Pontalis, « Guide archéologique du congrès de Caen en 1908 : Lessay et Coutances », Congrès archéologique de France, LXXVe session tenue à Caen en 1908, Paris / Caen, A. Picard / H. Delesques, vol. 75-I,‎ 1909, p. 242-277 (ISSN 0069-8881, lire en ligne)
- Eugène Lefèvre-Pontalis, « Guide archéologique du congrès de Reims en 1911 », Congrès archéologique de France, LXXVIIIe session tenue à Reims en 1911, Paris / Caen, A. Picard / H. Delesques, vol. 78-I,‎ 1912, p. 250-309, 315-383, 388-406, 410-446 (ISSN 0069-8881, lire en ligne)Ouvrage collectif. Les chapitres suivants sont rédigés par E. Lefèvre-Pontalis : Mont-Notre-Dame, Lhuys, Fère-en-Tardenois, La Ferté-Milon, Courmelles, Septmonts, Coucy-le-Château, Soissons (p. 315-363), Vailly, Bruyères, Vorges, Nouvion-le-Vieux, Urcel, Royaucourt, Chivy, Longpont, Villers-Cotterets, Braines, Bazoches
- Eugène Lefèvre-Pontalis, « Guide archéologique du congrès d'Angoulême en 1912 : Melle, Aulnay-de-Saintonge et l'église Saint-Hilaire-le-Grand de Poitiers », Congrès archéologique de France, LXXIXe session tenue à Angoulême en 1912, Paris / Caen, A. Picard / H. Delesques, vol. 79-I,‎ 1913, p. 79-112 et 302-315 (ISSN 0069-8881, lire en ligne)
- Eugène Lefèvre-Pontalis, « Guide archéologique du congrès de Moulins et Nevers en 1913 », Congrès archéologique de France, LXXXe session tenue à Moulins et Nevers en 1913, Paris / Caen, A. Picard / H. Delesques, vol. 80,‎ 1916, p. 53-64, 224-232, 292-299 et 425-430 (ISSN 0069-8881, lire en ligne)Ouvrage collectif. Les chapitres suivants sont rédigés par E. Lefèvre-Pontalis : Paray-le-Monial (p. 53-64), Meillers, Leplessis, Autry-Issard, Saint-Pierre-le-Moutier (p. 292-299), Châtel-Censoir (p. 425-430)
- Eugène Lefèvre-Pontalis, « Guide archéologique du congrès de Brest et Vannes en 1914 : Saint-Nicodème, Guémène-sur-Scorff, Kernascleden, Le Faouët », Congrès archéologique de France, LXXXIe session tenue à Brest et à Vannes en 1914, Paris / Caen, A. Picard / H. Delesques, vol. 81,‎ 1919, p. 336-355 (ISSN 0069-8881, lire en ligne)
- Eugène Lefèvre-Pontalis, « Guide archéologique du congrès de Paris en 1919 », Congrès archéologique de France, LXXXIIe session tenue à Paris en 1919, Paris, A. Picard / Levé, vol. 82,‎ 1920, p. 3-69, 76-99, 187-209, et 227-235 (ISSN 0069-8881, lire en ligne)Ouvrage collectif. Les chapitres suivants sont rédigés par E. Lefèvre-Pontalis : Étampes (p. 3-49), Taverny (p. 50-69), église Saint-Maclou de Pontoise (p. 76-99), église Saint-Martin-des-Champs de Paris (p. 106-126), église de Triel (p. 187-209), église de Gassicourt (p. 227-235)
- Eugène Lefèvre-Pontalis, « Guide archéologique du congrès de Metz, Strasbourg et Colmar en 1920 », Congrès archéologique de France, LXXXIIIe session tenue à Metz, Strasbourg et Colmar en 1920, Paris, A. Picard / Société générale d'Imprimerie, vol. 83,‎ 1921, p. 113-166, 187-223, 287-294, 361-368 et 455-460 (ISSN 0069-8881, lire en ligne)Ouvrage collectif. Les chapitres suivants sont rédigés par E. Lefèvre-Pontalis : Cathédrale de Strasbourg (p. 113-166), églises paroissiales et monument civils de Strasbourg (p. 187-223), Rosheim (p. 287-294), Riquewihr (p. 361-368) et château de Saint-Ulrich (p. 455-460)
- Eugène Lefèvre-Pontalis, « Guide archéologique du congrès de Limoges en 1921 », Congrès archéologique de France, LXXXIVe session tenue à Limoges en 1921, Paris, A. Picard / Société générale d'Imprimerie, vol. 84,‎ 1923, p. 147-156, 269-291, 366-394 et 420-430 (ISSN 0069-8881, lire en ligne)Ouvrage collectif. Les chapitres suivants sont rédigés par E. Lefèvre-Pontalis : Bénévent-l'Abbaye (p. 147-156), Brive (p. 269-291), Beaulieu (p. 366-394), Carennac (p. 420-430)

### Méthodologie
- Eugène Lefèvre-Pontalis, « Comment doit-on rédiger la monographie d'une église ? », Bulletin monumental, Paris / Caen, A. Picard / H. Delesques, vol. 70,‎ 1906, p. 453-482 (ISSN 0007-473X, lire en ligne)
- Eugène Lefèvre-Pontalis, « Le Plan d'une monographie d'église et le vocabulaire archéologique », Bulletin monumental, Paris / Caen, A. Picard / H. Delesques, vol. 71,‎ 1907, p. 136-159 et 535-545 (ISSN 0007-473X, lire en ligne)
- Eugène Lefèvre-Pontalis, « L'École orthodoxe et l'archéologie moderniste », Bulletin monumental, Paris / Caen, A. Picard / H. Delesques, vol. 75,‎ 1911, p. 5-42 (ISSN 0007-473X, lire en ligne)
- Eugène Lefèvre-Pontalis, « Triforium et Déambulatoire : emploi de ces mots aux XIe et XIIe siècles », Bulletin monumental, Paris / Caen, A. Picard / H. Delesques, vol. 75,‎ 1911, p. 515-525 (ISSN 0007-473X, lire en ligne)
- Eugène Lefèvre-Pontalis, « Le Prétendu style de transition », Bulletin monumental, Paris / Caen, A. Picard / H. Delesques, vol. 76,‎ 1912, p. 242-252 (ISSN 0007-473X, lire en ligne)
- Eugène Lefèvre-Pontalis, « Triforium et Déambulatoire : réponse à M. R. de Lasteyrie », Bulletin monumental, Paris / Caen, A. Picard / H. Delesques, vol. 76,‎ 1912, p. 139-147 (ISSN 0007-473X, lire en ligne)
- Eugène Lefèvre-Pontalis, « Sur le prétendu « style de transition » entre le roman et le gothique », Bulletin de la société nationale des antiquaires de France, Paris, C. Klincksieck,‎ 1912, p. 244-285 (ISSN 0081-1181, lire en ligne)
- Eugène Lefèvre-Pontalis, « Une mauvaise expression : moulures prismatiques », Bulletin monumental, Paris / Caen, A. Picard / H. Delesques, vol. 77,‎ 1913, p. 143-146 (ISSN 0007-473X, lire en ligne)
- Eugène Lefèvre-Pontalis, « Deux mauvaises expressions : église à trois nefs, chapelles absidales », Bulletin monumental, Paris / Caen, A. Picard / H. Delesques, vol. 77,‎ 1913, p. 282-286 (ISSN 0007-473X, lire en ligne)
- Eugène Lefèvre-Pontalis, « À quelle école faut-il rattacher l'église de Beaulieu (Corrèze) ? », Bulletin monumental, Paris / Caen, A. Picard / H. Delesques, vol. 78,‎ 1914, p. 58-87 (ISSN 0007-473X, lire en ligne)
- Eugène Lefèvre-Pontalis, « L'École de Périgord n’existe pas », Bulletin monumental, Paris / Caen, A. Picard / H. Delesques, vol. 82,‎ 1923, p. 7-35 (ISSN 0007-473X, lire en ligne)

### Autres sujets
- Eugène Lefèvre-Pontalis, Bibliographie des sociétés savantes de la France, Paris, Imprimerie Nationale, 1887, 160 p. (lire en ligne)
- Eugène Lefèvre-Pontalis, « Jean Langlois, architecte de Saint-Urbain de Troyes », Bulletin monumental, Paris / Caen, A. Picard / H. Delesques,‎ 1904, p. 93-108 (ISSN 0007-473X, lire en ligne)
- Eugène Lefèvre-Pontalis, « Répertoire des architectes, maçons, sculpteurs, charpentiers et ouvriers français aux XIe et XIIe siècles », Bulletin monumental, Paris / Caen, A. Picard / H. Delesques, vol. 75,‎ 1911, p. 423-468 (ISSN 0007-473X, lire en ligne)